# Charles Malin

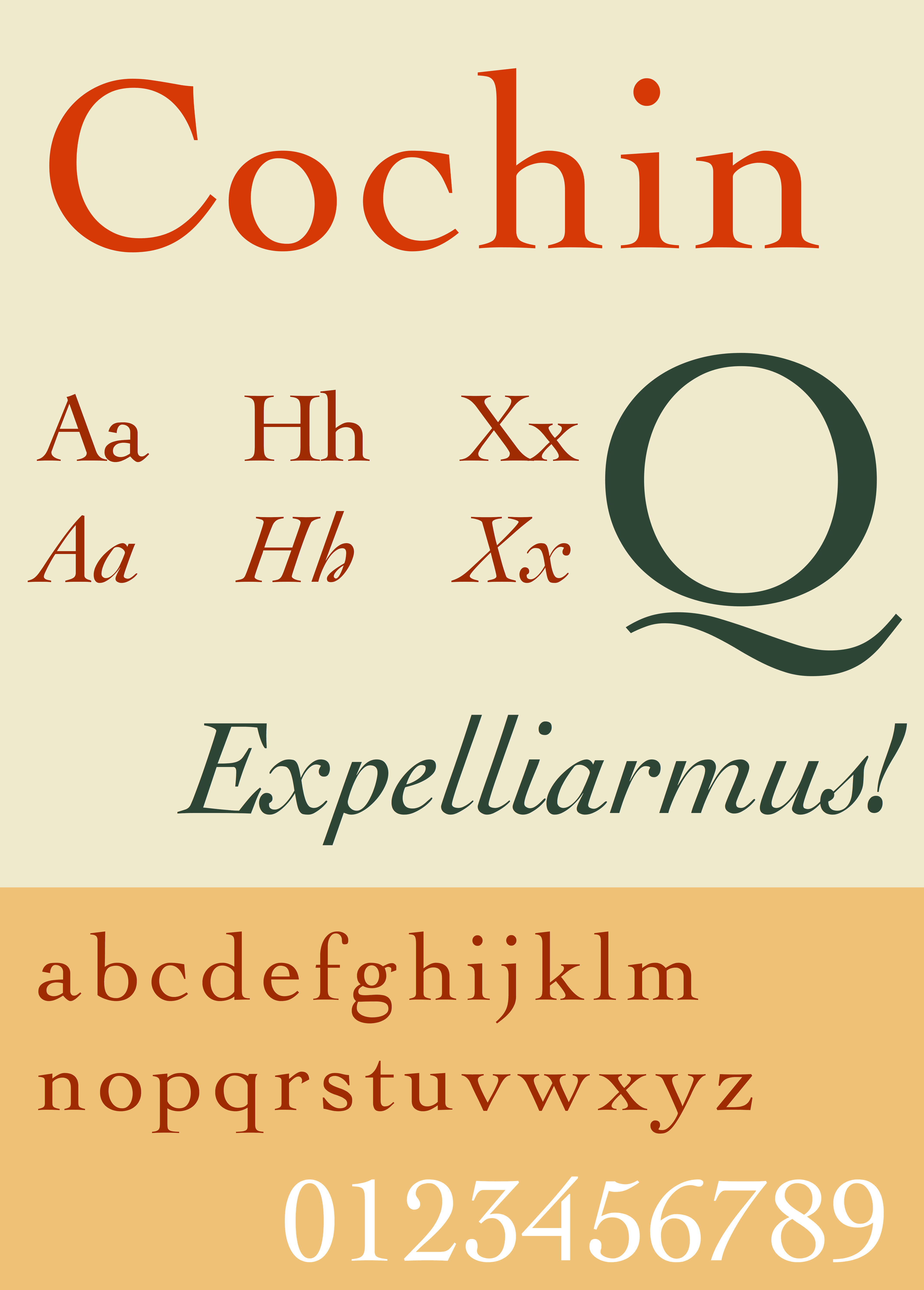
Police d'écriture Cochin, dessinée par Georges Peignot, et gravée par Charles Malin (1914).

Charles Malin (Paris 14e, 14 août 1883 - Paris 14e, 22 octobre 1956) est un graveur de poinçons typographiques français. 
Ancien élève de l'École Estienne, il grave ses premiers caractères pour la fonderie G. Peignot et Fils, le Nicolas-Cochin (1912, dessiné par Georges Peignot), puis le Cochin (1914, dessiné par Georges Peignot). Ensuite, à l’instigation de Stanley Morison, conseiller artistique de la société Monotype, il collabore avec Eric Gill pour les premiers essais du Perpetua.
En 1929, sur les conseils de Stanley Morison, il travaille pour Giovanni Mardersteig au sein de son Officina Bodoni. Il y crée trois caractères romains (Griffo, 1929 ; Zeno, 1937 ; Dante, 1946 – 1955) et un caractère de fantaisie, le Parioli (1954).
Le Dante, en particulier, est le résultat d'une réinterprétation des caractères originaux de Francesco Griffo gravés pour Aldo Manuzio à partir de 1496. En 1955, la police Dante fut choisie pour la publication de Trattatello in Laude de Dante de Boccace ; c’est de ce projet qu’elle tire son nom.
Charles Malin a aussi gravé pour Louis Jou tous les poinçons qui ont servi à une composition des Essais de Montaigne, très prisée des bibliophiles.

## Liste de ses créations les plus connues
- 1912 : Nicolas-Cochin (dessin : Georges Peignot ; production : G. Peignot et Fils)
- 1914 : Cochin (dessin : Georges Peignot ; production : G. Peignot et Fils)
- 1920 : Perpetua (dessin : Eric Gill ; production : Monotype)
- 1929 : Griffo (dessin : Giovanni Mardersteig ; production : Officina Bodoni)
- 1937 : Zeno (dessin : Giovanni Mardersteig ; production : Officina Bodoni)
- 1952 : Dante (dessin : Giovanni Mardersteig ; production : Officina Bodoni)
- 1952 : Tallone (dessin : Alberto Tallone)
- 1954 : Pacioli (dessin : Giovanni Mardersteig ; production : Officina Bodoni)